# Susut (plaats)
Susut is een bestuurslaag in het regentschap Bangli van de provincie Bali, Indonesië. Susut telt 5465 inwoners (volkstelling 2010).